# Museu Condes de Castro Guimarães
O Museu-Biblioteca Conde de Castro Guimarães encontra-se instalado no Palácio dos Condes de Castro Guimarães, localizado na vila de Cascais, Portugal.

## Descrição e história

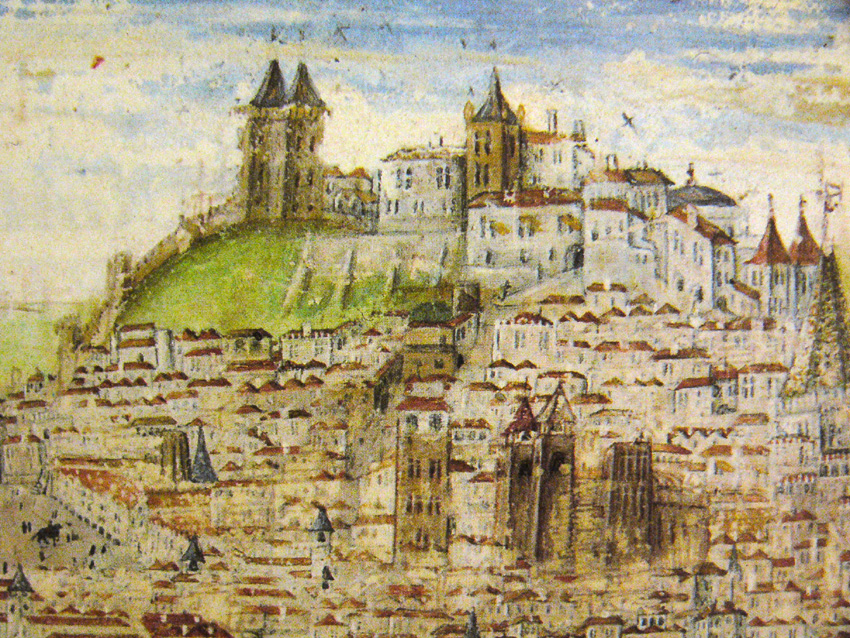
A mais antiga panorâmica de Lisboa. Iluminura quintentista da crónica de D. Afonso Henriques, por Duarte Galvão. Museu Conde Castro de Guimarães, Cascais

De arquitectura revivalista, foi mandado construir por Jorge O'Neill a Francisco Vilaça, em 1890 e destaca-se pela sua torre, de características medievais (Torre de São Sebastião).
O edifício sofreu obras de ampliação quando já se encontrava na posse do Conde de Castro Guimarães.
Após a sua morte em 1927, Manuel Inácio de Castro Guimarães doou em Testamento a propriedade à vila de Cascais para que nela fossem implantados o Museu e a Biblioteca Municipal de Cascais. Conjuntamente com o Palácio dos Condes de Castro Guimarães, concebido por Luigi Manini, e os seus jardins de estilo inglês, também o recheio foi doado à vila de Cascais; destacam-se as pinturas da época da sua edificação, baixelas do século XVII, porcelanas orientais e mais de 25 mil livros.[carece de fontes?]
Havia descendência, e chegou a estar aberto para ver se alguém reclamava o edifício. O Conde de Castro de Guimarães só teve uma filha que, aquando da sua juventude, se apaixonou por um Soldado que foi combater na Primeira Guerra Mundial. Sendo Soldado, o Conde de Castro Guimarães deserdou a filha, visto não ter arranjado um homem de uma classe superior. Ironia das ironias, quando acabou a guerra a filha dos Condes juntou-se ou casou-se com o tal Soldado à revelia da família ficando assim sem direito a nada, mas, quando aconteceu a Segunda Guerra Mundial, esse Soldado já tinha estatuto e, quando houve o "racionamento" no país inteiro, no seu lar nunca faltou comida nenhuma.
A Biblioteca e o Museu estão abertos ao público, desde 1931.